# Stojan Gjuroski
Stojan Gjuroski (in macedone Стојан Ѓуроски?; Gostivar, 6 novembre 1991) è un cestista macedone.

## Carriera
Ha giocato con la maglia della Louisiana Tech University e milita nella Nazionale macedone, con cui ha disputato i Campionati europei 2013.

## Palmarès
- Campionato macedone: 1

MZT Skopje: 2016-17